# Anasuya Sengupta

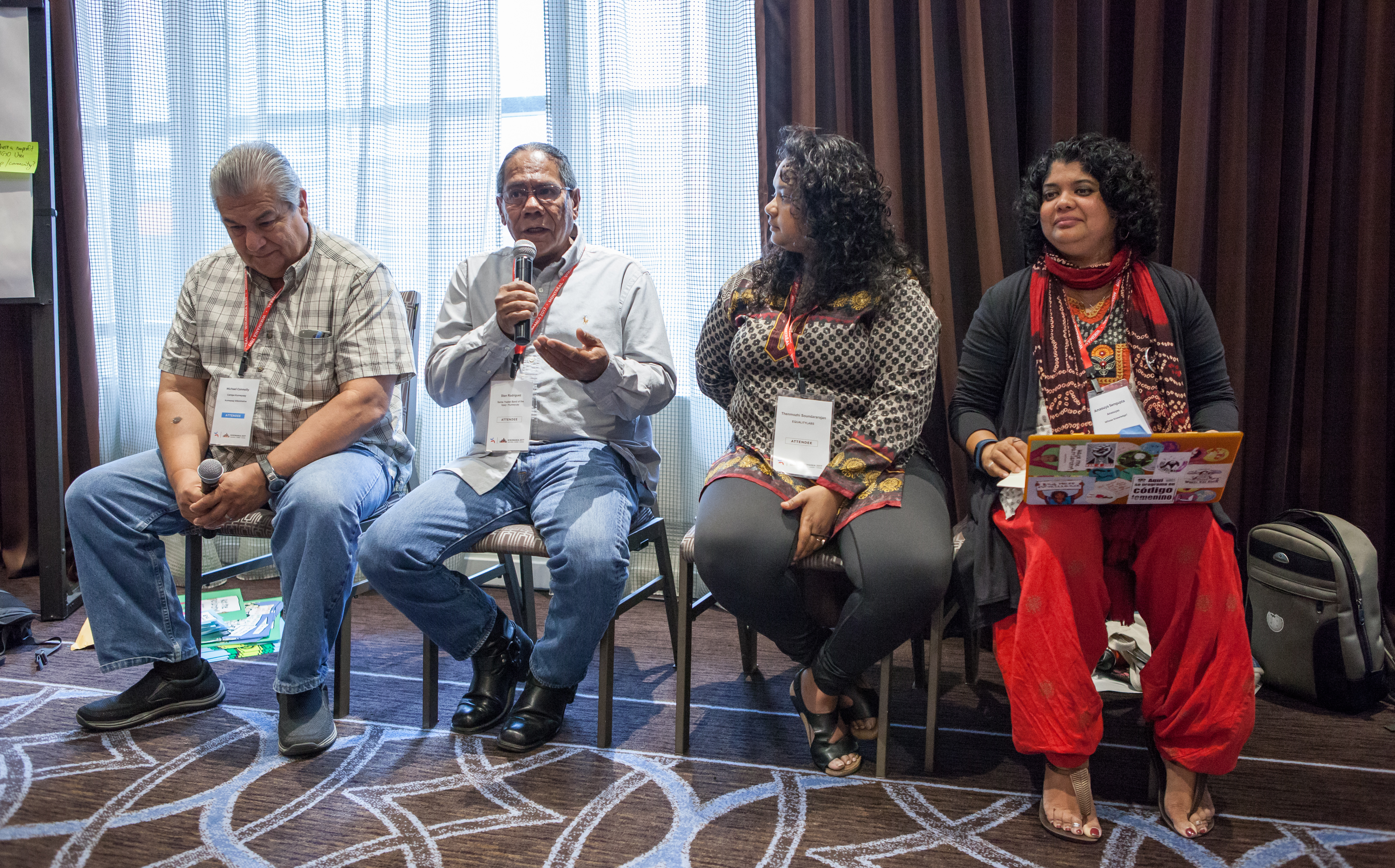
Sengupta (direita), em um painel de discussão no Wikimania 2017 em Montreal

Anasuya Sengupta, originalmente de Bangalore, Karnataka, na Índia, é uma poeta, escritora, ativista pelos direitos das mulheres, feminista e cientista social. Ela atualmente vive em Berkeley, na Califórnia.
Um poema de Sengupta, "Silêncio", foi mote de uma campanha de Hillary Clinton, em 1995, para amplificar a necessidade de emancipação das mulheres em todo o mundo. Trecho de "Silêncio" (tradução livre):
| “ | Mulheres demais / em país demais / falam o mesmo idioma / do silêncio | ” |

O poema inspirou Clinton a expandi-lo em um capítulo inteiro em sua autobiografia, Living History. O capítulo foi intitulado "O Silêncio Não É Falado Aqui".

## Início da vida
Anasuya nasceu em 1974. Seu pai, Abhijit Sengupta, é um alto funcionário indiano agente administrativo e sua mãe, Poile Sengupta, uma dramaturga.

## Formação
Sengupta estudou economia na Lady Shri Ram College for Women, um colégio da Universidade de Déli, em Nova Delhi, na Índia, onde se formou em 1995, com honras. Mais tarde, ela fez o seu trabalho de doutoramento em política na Universidade de Oxford, em Oxford, Inglaterra.

## Trabalho e ativismo
Ela foi Chefa do Programa de Fundos na Wikimedia Foundation, em San Francisco, Califórnia.
Sengupta declarou-se comprometida com o ativismo, em particular pela igualdade das mulheres.
Ela co-fundou e coordena Whose Knowledge?, uma campanha mundial e multilíngue que se propõe, segundo sua missão oficial, "reinventar a internet para que todas as pessoas nela caibam".